# Linda Guilala
Linda Guilala är ett galiciskt shoegazeband från Vigo i Spanien som bildades 2005. Bandet är bestående av Iván González (trummor), Eva M. López (sång, keyboard) och Mari Vázquez (gitarr). Hittills har från publicerat två album och två EP.

## Historia
Linda Guilala bildades efter Juniper Moons splittran. På Juniper Moon spelade Iván González (trummor) och Eva M. López (keyboard). Linda Guilala redigeraded sin första demotejp med hjälp av den argentinska basspelaren Ignacio Espumado, med vilken de delade filerna via internet. Detta arbete valdes till årets näst bästa demotejp i Radio 3-programmet Disco Grande.
Sin första album, Bucles infinitos, redigerades 2009 på skivbolagen Elefant Records. Albumet spelades in i sin egen studio, Kaiju Studios, i Vigo med hjälp av Alejandro Davila och Pancho Suárez de Lis. Bandet spelade spelade på den engelska festivalen Indietracks och på Primavera Sound i Barcelona efter att ha redigerat albumet.
På 2011 släppte bandet en EP med 4 låtar, Paranormal, på Elefant Records. Låtarna spelades in i Kaiju Studios. Då gick Alba in i bandet för att hjälpa till i konserterna, spela gitarr och bas.
I sin studio producerade bandet grupper som Axolotes Mexicanos, When Nalda Became Punk och Los Bonsáis, förutom att spela med Apenino. På 2014 släppte Linda Guilala en EP med sex låtar, Xeristar, med hjälp av Bruno Mosquera (The Blows, The Cobras) som gitarrist.
Linda Guilala redigerade sin andra studioalbum, Psiconáutica, den 10 juni 2016 på Elefant Records. Óscar Vilariño (Musel, A Veces Ciclón) gick med på Linda Guilala som gitarrist i sina konserter och kort efter ersattes han av Mari Vázquez.

## Diskografi

### Album
- 2009 – Bucles infinitos (Elefant Records)
- 2016 – Psiconáutica (Elefant Records)

### EP
- 2011 – Paranormal (Elefant Records)
- 2014 – Xeristar (Elefant Records)